# 家具产业博物馆
家具产业博物馆 (英語：Furniture Manufacturing Eco Museum in Tainan)是一座位于台湾台南市的家具博物馆。

## 历史
前身为1958年的永兴家具行，后打造为观光型工厂博物馆。分为自由参观区（工艺广场一楼、亲子园地）和导览参观区（产业馆、体验馆、工艺美术馆）。